# العرض (السياني)

تعديل مصدري - تعديل

العرض محلة تابعة لقرية محطب، التابعة لعزلة هدفان بمديرية السياني إحدى مديريات محافظة إب في الجمهورية اليمنية، بلغ تعداد سكانها 232 حسب تعداد اليمن لعام 2004.